# Hiéromoine

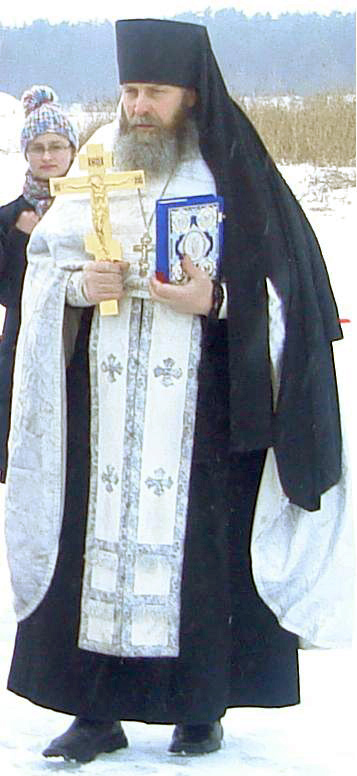
Photographie d'un Hiéromoine, moine chrétien provenant de Russie.

Dans les Églises orthodoxes et les Églises catholiques d'Orient, un hiéromoine est un moine qui, à la demande de son supérieur, a été ordonné prêtre. Un hiéromoine peut être distingué, de façon purement honorifique, par le titre d'archimandrite. On confère ce titre aux higoumènes (supérieurs de monastère) ou aux recteurs (curés) de paroisses importantes. Il faut obligatoirement être hiéromoine pour pouvoir recevoir la consécration épiscopale. Le plus célèbre d'entre eux est certainement Jean Damascène.